# Duftita
La duftita es un mineral, arseniato de cobre y plomo con hidroxilos, descubierto en la  mina de Tsumeb, región de Oshikoto (Namibia), que consecuentemente se considera la localidad tipo. El nombre es un homenaje a  Gustav Bernhard Duft, que fue director general de la empresa que explotaba el yacimiento en la época en la que se descubrió el mineral.

## Propiedades físicas y químicas
La duftita se encuentra como microcristales de distintos tonos de verde, desde el verde oliva, con tonos grisáceos a veces muy oscuro, al verde esmeralda o al verde amarillento. Forma una serie con la conicalcita, que es equivalente con calcio en lugar del plomo,  y con la mottramita, que es el equivalente con vanadato en lugar de arseniato. Suele contener pequeñas cantidades de calcio, zinc y hierro. Es soluble en ácidos. Se ha supuesto la existencia de duftita-alfa, que podría ser isoestructural con la descliozita, y duftita-beta, inintermedio de la serie conicalcita-duftita con una estructura formada por intercrecimientos de los dos términos.

## Yacimientos
La duftita es un mineral secundario relativamente frecuente, conocido en más de doscientas localidades en el mundo. Aparece asociada a otros minerales secundarios, especialmente a cerusita, mimetita, malaquita, azurita y wulfenita. En la localidad tipo se encuentra con cierta frecuencia asociada a dioptasa, formando ejemplares que son muy apreciados por los colecionistas. En la mina Clara,  Oberwolfach, Friburgo,  Baden-Württemberg (Alemania) se encuentra como cristales bien definidos, que se han utilizado para determinar la estructura del mineral. En la mina Ojuela, en Mapimi, Durango (México), aparece como agrupaciones de microcristales formando esferillas, de color verde brillante y también como formaciones botrioidales de color verde gris muy oscuro,  a veces casi negro, recubriendo cristals de wulfenita. En España, los yacimientos más interesantes para este mineral son las minas del Cerro de la Corona, en Huércal de Almería (Almería), donde está asociada a hemimorfita. También se encuentra en la mina Sol, Rodalquilar, Níjar (Almería), y en el Cabezo del Hierro, La Zoma (Teruel). En Argentina se ha encontrado en la mina Las Perdices, en Las Aguadas, San Mártín (San Luis), y en las minas Venus y Ana María, de El Guaico, Minas (Córdoba).